# Martin Kleinschmidt
Martin Kleinschmidt († vor 1597) war ein gräflich-stolbergischer Beamter. Er war von 1578 bis 1587 Amtsschösser der Grafschaft Wernigerode. Unter seiner Verantwortung fanden zahlreiche Hexenprozesse in Stadt und Grafschaft Wernigerode statt, in deren Verlauf zahlreiche Frauen und Männer den Feuertod auf dem Scheiterhaufen starben.

## Leben
Über die Herkunft von Martin Kleinschmidt ist kaum etwas bekannt, wie auch dessen genaue Lebensdaten fehlen. In Wernigerode wurde er Nachfolger des im November 1577 verstorbenen Amtsschössers Simon Gleißenberg, der im Dienst der Grafen zu Stolberg für das Eintreiben des Schosses (Steuer) im Gebiet der Grafschaft Wernigerode zuständig war. Seine Aufgabe war es auch, das Schossregister zu führen und gerichtliche Verhandlungen vorzunehmen.
Seine Buchführung war jedoch bereits von Anfang an nicht immer korrekt. Bei der sogenannten Abhörung der Wernigeröder Amtsrechnungen von 1578 bis 1581 wurde große Mängel festgestellt, zu denen er Stellung nehmen musste. Martin Kleinschmidt stand jedoch in der Gunst des Grafen Albrecht Georg zu Stolberg, der die Hand schützend über ihn hielt.
Während seiner Amtszeit fanden in Stadt und Grafschaft Wernigerode mehrere Hexenprozesse statt, darunter ein umfangreicher Kettenprozess mit mehreren Todesopfern. Aus den Prozessunterlagen wird deutlich, dass Martin Kleinschmidt ein entschiedener Gegner von Männern und Frauen gewesen sein muss, die der Zauberei beschuldigt worden sind. Schnell wurden von ihm Vorurteile getroffen.
Nach dem Tod des Grafen Albrecht Georg zu Stolberg am 5. Juli 1587 wurde Martin Kleinschmidt von dessen Nachfolger, Graf Wolf Ernst zu Stolberg, aus dem Dienst als Amtsschösser entlassen. Am 23. Oktober 1587 wurde vom Grafen festgestellt, dass er zuletzt gar kein Amtshandelsbuch in Wernigerode hatte führen lassen. Die Abgabe der Schlüssel für die Amtsstube wurde an diesem Tag von Graf Wolf Ernst angeordnet.
Im Winter 1597 wurde seine Witwe von Graf Wolf Ernst hinsichtlich der fehlerhaften Amtsrechnungen verantwortlich gemacht, wogegen diese sich wehrte.